# 德爾瓦爾 (加利福尼亞州)
德爾瓦爾（英語：Del Valle）是位於美國加利福尼亞州洛杉磯縣的一個非建制地區。該地的面積和人口皆未知。

## 地理
德爾瓦爾的座標為34°25′10″N 118°39′23″W / 34.41944°N 118.65639°W，而該地的平均海拔高度為283米（即928英尺）。